# Dyakina antennata
Dyakina antennata är en kackerlacksart som beskrevs av Karlis Princis 1950. Dyakina antennata ingår i släktet Dyakina och familjen småkackerlackor. Inga underarter finns listade i Catalogue of Life.